# ROCOM
ROCOM (ROssendorf COolant Mixing Model) war eine Versuchsanlage zur Untersuchung der Kühlmittelvermischung innerhalb eines Kernreaktors.
Sie wurde im Jahr 1998 im Institut für Sicherheitsforschung des Helmholtz-Zentrums Dresden-Rossendorf errichtet. Die Anlage bildete im Maßstab von 1:5 den Primärkreislauf eines deutschen Druckwasserreaktors vom Typ Konvoi ab. ROCOM verfügte über Nachbildungen aller vier Kühlschleifen, jede ausgestattet mit einer individuell regelbaren Umwälzpumpe, sie wurde mit Wasser bei Umgebungsbedingungen betrieben.
Hintergrund der Experimente war die Untersuchung der Vermischung von Wasser mit unterschiedlicher Borkonzentration: Im untersuchten Reaktortyp wurde dem als Kühlmittel dienenden Wasser Bor zugesetzt, um die Kettenreaktion innerhalb des Brennstoffes zu steuern. Bor ist ein sehr effektiver Neutronenabsorber, der überschüssige Neutronen auffängt.
Im Rahmen von Sicherheitsbetrachtungen wurden Störfallszenarien untersucht, in denen in Teilen der Reaktoranlage die Borkonzentration nicht dem vorgegebenen Wert entspricht. Denkbar ist dabei z. B. die Einspeisung von Wasser mit zu geringer Borkonzentration. Für die Einschätzung der Sicherheit des Reaktors ist es wichtig zu wissen, wie sich dieses zu gering borierte Wasser mit dem normal borierten Wasser in der Anlage vermischt. Genau zu dieser Fragestellung wurden die Experimente an ROCOM durchgeführt. Unterschiede in der Borkonzentration wurden dabei durch eine die elektrische Leitfähigkeit beeinflussende Salzlösung simuliert. Salzhaltiges und nicht salzhaltiges Wasser vermischten sich in der Versuchsanlage in der gleichen Weise wie Wasser mit und ohne Bor im Originalreaktor.
Mit Hilfe von so genannten Gittersensoren wurde an interessierenden Stellen in der Versuchsanlage die Verteilung der Salzkonzentration gemessen. Die Gittersensoren bestehen aus zwei Ebenen von Drahtgittern, die in geringem Abstand voneinander im Strömungsquerschnitt aufgespannt sind. An eine Drahtebene wird eine elektrische Spannung angelegt und der abfließende Strom wird an der zweiten Drahtebene gemessen. Aus dem Wert des gemessenen Stromflusses kann die entsprechende Salzkonzentration ermittelt werden. Anschließend werden diese Daten in Borkonzentrationswerte umgerechnet, die dann in den entsprechenden Sicherheitsanalysen Verwendung finden.